# 滨湖盖斯霍恩
滨湖盖斯霍恩是奥地利施蒂利亚州利岑县的一个市镇。总面积40.5平方公里，总人口1091人，人口密度26.9人/平方公里（2005年）。